# سامسونگ گلکسی سری اس
سری سامسونگ گلکسی اس (انگلیسی: Samsung Galaxy S series) متشکل از تبلت‌ها و تلفن‌های هوشمند پرچمدار مبتنی بر اندروید است.
اولین محصول از این سری سامسونگ گلکسی اس بود که در مارس ۲۰۱۰ رونمایی و در ژوئن همان سال نیز به بازار عرضه شد. این سری در ابتدا فقط تلفن‌های هوشمند را شامل می‌شد، اما با معرفی سامسونگ گلکسی تب اس در ژوئن ۲۰۱۴ و عرضه آن در ماه بعد همان سال، تبلت‌ها نیز شامل این سری شدند. جدیدترین گوشی این سری، مجموعه مدل‌های سامسونگ گلکسی اس۲۲ در و جدیدترین تبلت این سری، مجموعه مدل‌های سامسونگ گلکسی تب اس۸ در فوریه ۲۰۲۲ عرضه شد.

## تلفن‌های هوشمند
- سامسونگ گلکسی اس
- سامسونگ گلکسی اس۲
- سامسونگ گلکسی اس۳
- سامسونگ گلکسی اس۴
- سامسونگ گلکسی اس۵
- سامسونگ گلکسی اس۶
- سامسونگ گلکسی اس۷
- سامسونگ گلکسی اس۸
- سامسونگ گلکسی اس۹
- سامسونگ گلکسی اس۱۰
- سامسونگ گلکسی اس۲۰
- سامسونگ گلکسی اس۲۱
- سامسونگ گلکسی اس۲۲

## تبلت‌ها
- سامسونگ گلکسی تب اس
- سامسونگ گلکسی تب اس۲
- سامسونگ گلکسی تب اس۳
- سامسونگ گلکسی تب اس۴
- سامسونگ گلکسی تب اس۵ئی
- سامسونگ گلکسی تب اس۶
- سامسونگ گلکسی تب اس۶ لایت
- سامسونگ گلکسی تب اس۷
- سامسونگ گلکسی تب اس۸